# Backstreet Billiards
Backstreet Billiards (キャロムショット２?, Carom Shot 2) è un videogioco di biliardo del 1998 pubblicato da ASCII Corporation per PlayStation. Il gioco è stato reso disponibile su PlayStation Network per PlayStation 3, PlayStation Portable e PlayStation Vita.

## Modalità di gioco
Backstreet Billiards presenta una modalità di gioco in stile videogioco d'avventura. Sono presenti diverse specialità che possono essere giocate anche in modalità multigiocatore. Durante il gameplay è possibile sostituire la colonna sonora del titolo, sostituendo il CD con un album musicale.